# سیستم دسته‌بندی رایانش ای‌سی‌ام
سیستم دسته‌بندی رایانش ای‌سی‌ام (انگلیسی: ACM Computing Classification System) یک سیستم طبقه‌بندی موضوعی برای رایانش است که توسط انجمن ماشین‌های حسابگر (ACM) طراحی شده است. این سیستم از نظر دامنه، اهداف و ساختار قابل مقایسه با طبقه‌بندی موضوعی ریاضیات (MSC) است و توسط مجلات مختلف ACM برای سازماندهی موضوعات بر اساس حوزه استفاده می‌شود.

## پیشینه
این سیستم هفت بار مورد بازنگری قرار گرفته است، نسخه اول آن در سال ۱۹۶۴ منتشر شد و نسخه‌های بازنگری شده در سال‌های ۱۹۸۲، ۱۹۸۳، ۱۹۸۷، ۱۹۹۱، ۱۹۹۸ و نسخه کنونی آن در سال ۲۰۱۲ منتشر شده است.

## ساختار
این سیستم به‌صورت سلسله‌مراتبی در چهار سطح سازماندهی شده است. به عنوان مثال، یکی از شاخه‌های این سلسله‌مراتب شامل:
- روش‌شناسی‌های محاسباتی
  - هوش مصنوعی
    - بازنمود دانش
      - مهندسی هستی‌شناسی